# Stöpen
Stöpen – miejscowość (tätort) w Szwecji, w regionie administracyjnym (län) Västra Götaland, w gminie Skövde.
Według danych Szwedzkiego Urzędu Statystycznego liczba ludności wyniosła: 1373 (31 grudnia 2015), 1429 (31 grudnia 2018) i 1437 (31 grudnia 2019).